# Ebenezer Bryce
Pour les articles homonymes, voir Bryce.

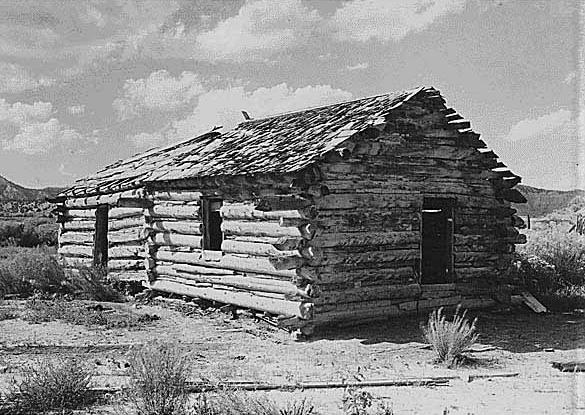
Maison habitée par E. Bryce et sa famille vers 1881.

Ebenezer Bryce (né le 17 novembre 1830 à Dunblane en Écosse; décédé le 26 septembre 1913 à Bryce en Arizona) est la personne qui a donné son nom au parc national de Bryce Canyon.
Bryce travailla très jeune comme charpentier dans la construction navale. Converti au mormonisme, il fit partie du flot de mormons qui quittèrent l'Écosse pour se rendre dans la région de l'Utah. Il arriva ainsi à 17 ans aux États-Unis. Il se maria dans la ville de Salt Lake City en 1854 avant de déménager dans la Pine Valley (Utah) en 1875.
Un peu plus tard, Bryce et sa famille quitte la Pine Valley (« Vallée des pins ») pour rejoindre la Paria Valley et plus précisément la localité de Clifton. C'est dans cette région qu'il construisit un système d'irrigation et une route. La route permettait de transporter dans la vallée le bois des forêts situées au sommet des Pink Cliffs. Le système d'irrigation amenait l'eau des collines vers les cultures localisées dans les vallées proches. Dans cette zone se trouvait un canyon ayant une forme d'amphithéâtre naturel creusé dans les falaises. De ce fait, la population locale prit l'habitude de nommer l'endroit Bryce's Canyon (« Le canyon de Bryce ») en référence à Bryce.
En 1880, lui et sa famille déménagèrent dans la localité de Bryce dans l'État de l'Arizona où il décéda en 1913 mais le nom du canyon resta définitivement et depuis 1928, le canyon est protégé au sein du parc national de Bryce Canyon.